# St. Wolfgang (Riglasreuth)

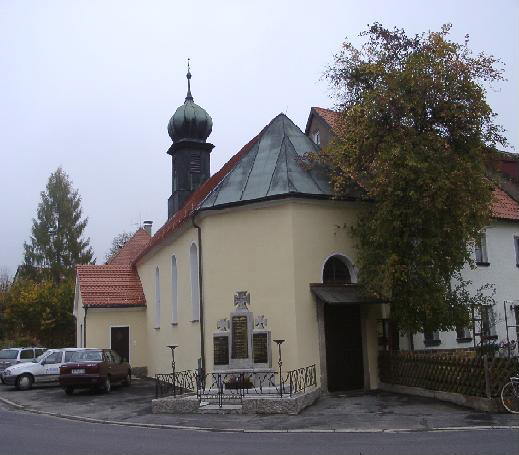
St. Wolfgang (Riglasreuth)

Die römisch-katholische, denkmalgeschützte Filialkirche St. Wolfgang steht in Riglasreuth, einem Gemeindeteil der Gemeinde Neusorg im Landkreis Tirschenreuth in der Oberpfalz. Sie gehört zum Bistum Regensburg. Das Bauwerk ist unter der Denkmalnummer D-3-77-143-2 als Baudenkmal in die Bayerische Denkmalliste eingetragen.

## Beschreibung
Die Saalkirche wurde im Kern im 17./18. Jahrhundert erbaut, in der zweiten Hälfte des 19. Jahrhunderts erneuert und um 1928–30 erweitert. Sie besteht aus einem Langhaus, das im Süden dreiseitig geschlossen ist. Aus ihrem Satteldach erhebt sich im Norden ein quadratischer Dachreiter, der den Glockenstuhl beherbergt und der mit einer Zwiebelhaube bedeckt ist.
Zur Kirchenausstattung gehört ein Altar vom Anfang des 18. Jahrhunderts, der von Statuen umgeben ist, die um 1520 entstanden sind. In der Mitte stehen der heilige Wolfgang, der heilige Sebastian und der heilige Laurentius. Seitlich stehen der heilige Johannes und der heilige Mauritius auf einem Relief. Im Altarauszug befindet sich ein Relief, auf dem die Trinität dargestellt ist. Der mit Knorpelwerk dekorierte Tabernakel ist um 1670 entstanden.